# Daniel Andersson (Bandyspieler)
Daniel „Danne“ Andersson (* 18. Mai 1983 in Nässjö) ist ein schwedischer Bandyspieler, der derzeit für Villa Lidköping BK und die schwedische Nationalmannschaft spielt.
Andersson durchlief die Jugendmannschaften von Nässjö IF in seiner südschwedischen Heimatstadt, ehe er 2002 zum Bandyallsvenskanverein Villa Lidköping BK wechselte. 2005 ging er für eine Saison zu Edysbyns IF und gewann hier die schwedische Meisterschaft. 2006/07 spielte er in Russland bei Zorki Krasnogorsk. Mit Zorki wurde er russischer Vizemeister. Seit 2007 läuft Andersson wieder für Villa Lidköping BK auf.
Mit der schwedischen Nationalmannschaft gewann Daniel Andersson 2010 und 2012 die Bandy-Weltmeisterschaft. Zudem gewann er bis 2014 vier Silber- und eine Bronzemedaille.
In Schweden wurde er 2013 als Spieler des Jahres ausgezeichnet.